# Селетінське
Селеті́нське (каз. Сілеті) — село у складі Єрейментауського району Акмолинської області Казахстану. Адміністративний центр та єдиний населений пункт Селетінської сільської адміністрації.
Населення — 820 осіб (2021; 998 у 2009, 2081 у 1999, 3864 у 1989).
Національний склад станом на 1989 рік:
- казахи — 37 %;
- росіяни — 33 %.

Село виникло на початку 1960-их років у зв'язку з будівництвом Селетинського водосховища на річці Сілеті. У радянські часи село було центром окремого Селетінського району.